# Sébastien Bouillot
Pour les articles homonymes, voir Bouillot.
Pas d'image ? Cliquez ici

a Compétitions nationales et continentales officielles uniquement.

Dernière mise à jour le 12 mars 2018.
Sébastien Bouillot, né le 24 février 1982 à Villefranche-sur-Saône, est un joueur français de rugby à XV qui évolue au poste de demi d'ouverture au sein de l'effectif du CS Bourgoin Jallieu entre 2013 et 2017

## Biographie
Il fait ses débuts professionnel à  La Rochelle avant de passer un an à Limoges.
En 2007, il signe à l'US Oyonnax, club avec lequel il participe à la finale d'accession contre Albi en 2009, match dans lequel il manque la pénalité de la gagne sur la sirène.
Il passer ensuite deux ans à la Section paloise en 2012 et 2013 où il participe aux phases finales de Pro D2, demi-finaliste la première année puis finaliste en 2013 contre le CA Brive.
Il termine ensuite sa carrière à Bourgoin.
Il était l’homme qui pilotait la politique sportive du Cercle sportif Villefranche-sur-Saône rugby. Sébastien Bouillot va quitter le club. Il était responsable de l’école de rugby et du centre d’entraînement, ainsi qu’entraîneur adjoint de l’équipe senior. C’est ce type de missions qu’il devrait retrouver dans l’un de ses anciens clubs, Oyonnax, ce qui le rapprocherait du monde professionnel et lui permettrait d’avancer dans sa carrière d’entraîneur,.